# Héctor Cazenave
Héctor Cazenave (Montevideo, 13 aprile 1914 – 27 settembre 1958) è stato un calciatore uruguaiano naturalizzato francese, di ruolo difensore.

## Carriera
Nel 1938 vinse il campionato francese con il Sochaux.